# Teufelspakt

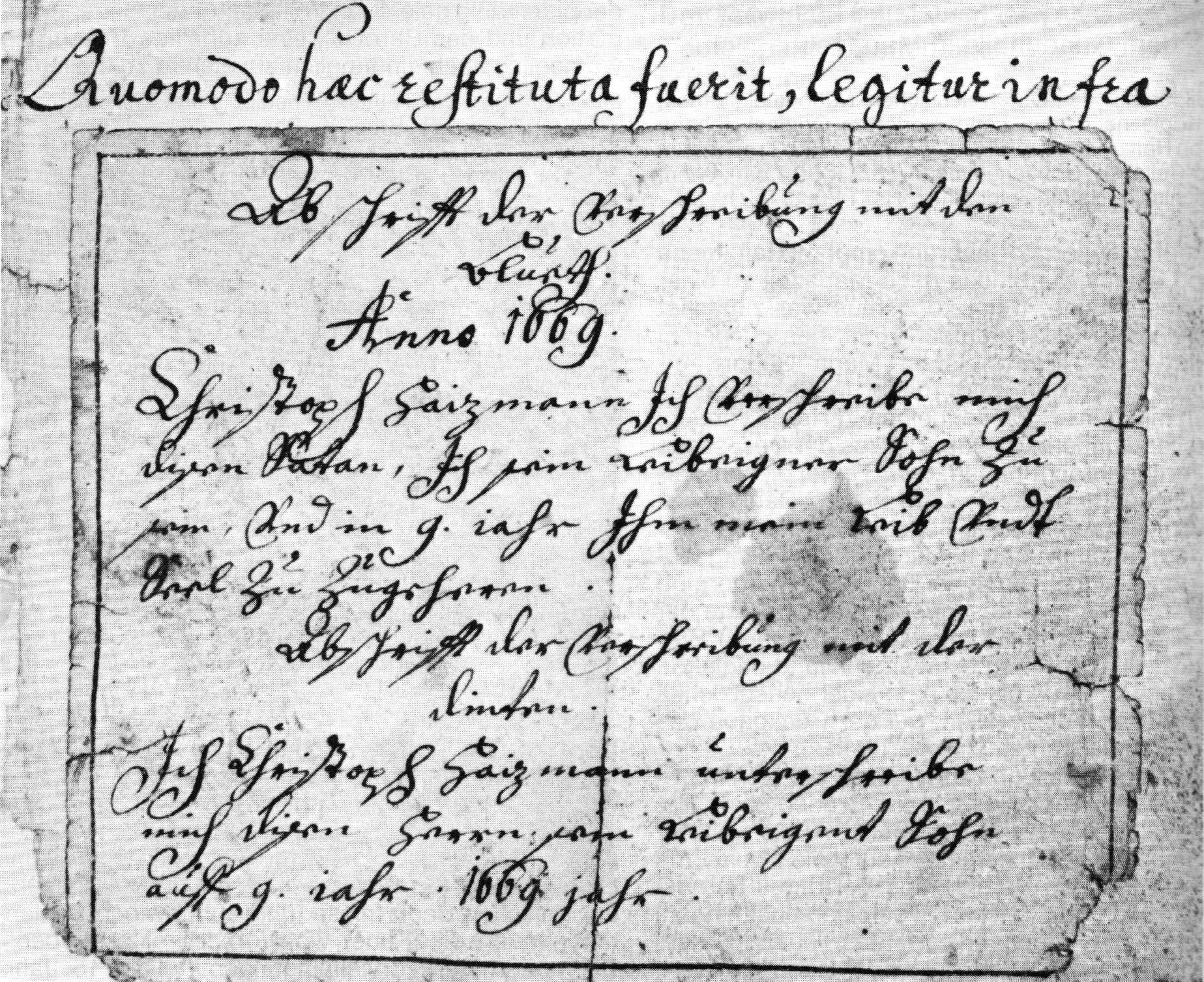
Abschrift des angeblichen Teufelspakts des Christoph Haitzmann

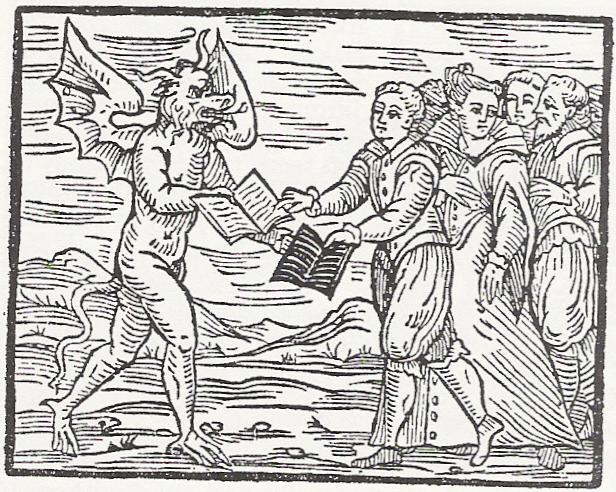
Pakt mit dem Teufel (Compendium Maleficarum, 1608)

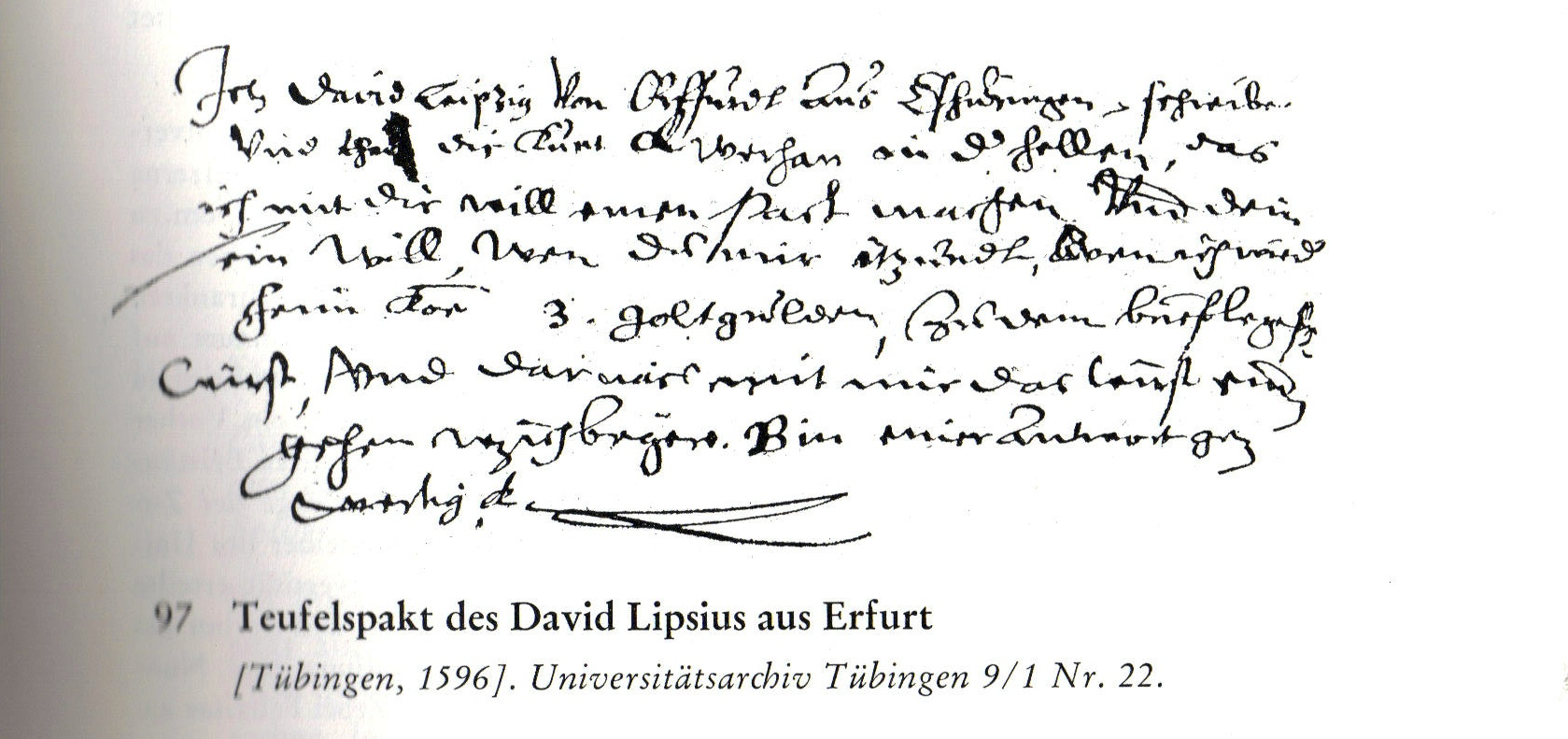
Angeblicher Teufelspakt des David Lipsius

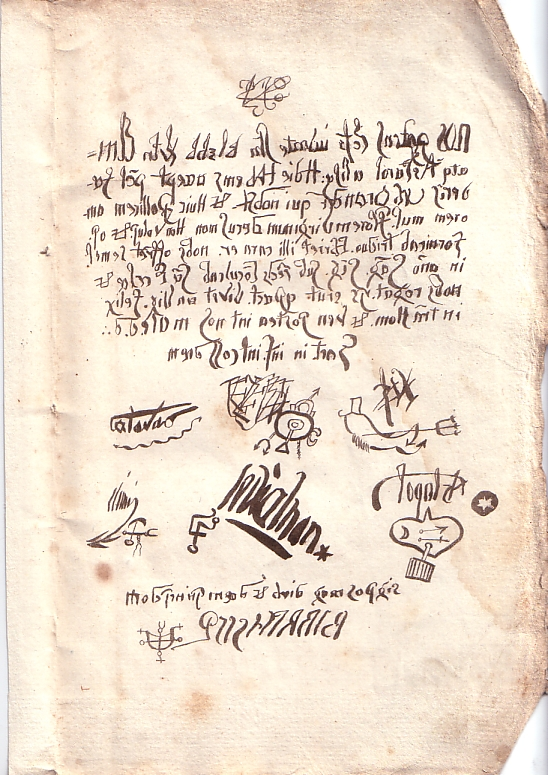
Angeblicher Teufelspakt von Urbain Grandier

Ein Teufelspakt (oder Teufelsbündnis) ist ein Pakt zwischen einem Menschen und dem Teufel. Dabei wird dem Teufel eine menschliche Seele gegen Reichtum, Macht, Talent, magische Kräfte oder ähnliche Gaben versprochen.
Ein derartiger Pakt ist Gegenstand vieler volkstümlicher Sagen und Legenden. Auch in der Literatur wird das Motiv mehrfach aufgegriffen.
Im Zuge der frühneuzeitlichen Hexenverfolgung wurde der aus biblischen und anderen Quellen hergeleitete, bei Augustinus auch bei Thomas von Aquin (Summa theologica II/II, Qu. 96, a 2) genannte Pakt mit dem Teufel (bzw. mit Dämonen, insbesondere als Inkubus bzw. Sukkubus) gemäß der damaligen christlichen Dämonologie („Hexenlehre“) als Ursprung der Kräfte einer Hexe angesehen.
Das Bündnis mit dem Teufel kann sowohl ausführlich mit allen Feierlichkeiten oder auch nur durch eine einfache Abmachung geschlossen werden. Bei einem Pakt handelt es sich um eine Bindung für lange Zeit, dies beinhaltet, sich ein Wesen durch Versprechen dienstbar zu machen und dafür im Jenseits – also nach dem Ableben – für dieses zu arbeiten. Dafür dient der Geist dem Magier für gewisse Zeit. Nach seinem Ableben geht der Magier in die Sphäre des Geistes ein, um dort seine Verpflichtungen abzuleisten. Oft ist die Gegenleistung eine Art Geschenk für Anhängerschaft.
Im übertragenen Sinn wird auch dann von einem Teufelspakt gesprochen, wenn ein Mensch zur Erreichung eines Ziels auf Bündnisse mit Menschen oder Mächten eingeht, die seinem Ziel und seinen Idealen eigentlich entgegenstehen. Besonders in feuilletonistischen Kommentaren zu Politik und Zeitgeschehen ist das Bild beliebt.

## Beispiele aus Literatur und Gesellschaft
- Die älteste Überlieferung des Teufelspakte geht zurück auf der griechischen Legende vom heiligen Theophilus von Adana († um 538), der einen Pakt mit dem Teufel geschlossen haben soll, um ein kirchliches Amt zu erhalten.

- Das mittelalterliche Theophilus-Spiel basiert wohl auf dieser Legende.

- Der berühmteste Teufelspakt ist wohl jener, welcher der Legende nach zwischen Johann Georg Faust und dem Teufel geschlossen wurde. Literarischen Weltruhm erlangte dieser durch Christopher Marlowes Drama Die tragische Historie vom Doktor Faustus (ca. 1588–92), durch Johann Wolfgang von Goethes (1749–1832) zweiteiliges Drama Faust (Faust I, Faust II) (1790/1797/1833) sowie durch Thomas Manns Deutschlandparabel, den Roman Doktor Faustus.

- Ein ähnliches Beispiel findet sich auch beim Roman Das Bildnis des Dorian Gray, worin der Protagonist, Dorian Gray, seine Seele an den Teufel verkauft, damit an seiner Stelle das Porträt für ihn altert. Auf diese Weise erlangt der Protagonist ewige Jugend.

- In Honoré de Balzacs fantastischem Roman Das Chagrinleder geht der Protagonist Raphaël de Valentin einen solchen Pakt ein, indem er das magische Stück Eselleder erwirbt. Dieses Leder kann ihm Wünsche erfüllen. Das Leder verliert jedoch bei jedem Wunsch an Größe, welche die restliche Lebenszeit des Wünschenden bestimmt.
- Ein Teufelspakt findet sich ebenfalls in Balzacs „Melmoth réconcilié“.

- Ein anderes berühmtes literarisches Beispiel eines Teufelspaktes findet in Michail Bulgakows Roman Der Meister und Margarita statt, in dem die Protagonistin einen Pakt eingeht.

- Um die Schweizer Teufelsbrücke rankt sich die Sage, dass der Teufel im Zuge eines Pakts mit den Anwohnern die ursprüngliche Brücke gebaut habe und dafür als Preis die Seele desjenigen verlangte, der als Erster die Brücke überquerte.

- Auch über den Bau der Steinernen Brücke in Regensburg existiert eine Sage, die dem Brückenbaumeister unterstellt, er sei einen Pakt mit dem Teufel eingegangen, um die Brücke vor dem Regensburger Dom fertigstellen zu können. Der Teufel soll in diesem Falle sogar die ersten drei über die Brücke gehenden Seelen gefordert haben.

- Ebenso geht nach der Aachener Dombausage der Bau des Doms zu Aachen auf einen Teufelspakt zurück. Demnach half der Teufel den Aachenern beim Bau mit dem Versprechen der ersten Seele, die den Dom beträte. Dies wäre jedoch keine Geringere als die Seele des die Kirche weihenden Bischofs gewesen. Die Aachener überlisteten jedoch den Teufel, indem sie eine Wölfin in den Dom trieben, die heute noch als Bronzestatue, jedoch eigentlich in Form einer Bärin, im Dom zu sehen ist. Der ebenfalls dort zu besichtigende bronzene Pinienzapfen, der Plastik der Wölfin (Bärin) gegenübergestellt, symbolisiert die dem Tier geraubte Seele, die der im Zorn entbrannte Teufel zu Boden warf. Daraufhin riss er sich beim Zuschlagen der Dompforte einen Daumen ab, der heute im Schloss der Tür zu erfühlen ist. Demjenigen, der den Daumen herausbekommt, steht als Belohnung ein goldenes Kleid in Aussicht.

- Auch der Aachener Lousberg ist nach der Lousberg-Sage kraft teuflischer Einwirkung entstanden, da der Teufel die Stadt aus Rache für die List mit einem riesigen Sandsack zuschütten wollte, aber nur bis kurz vor Aachen kam und durch ein listiges Marktweib getäuscht wurde.[3]

- Teil des Mythos um mehrere Musiker, insbesondere den Violinisten Niccolò Paganini („Teufelsgeiger“) sowie die Blues-Musiker Tommy Johnson und Robert Johnson ist, dass sie für ihr Talent einen Pakt mit dem Teufel geschlossen hätten.

- In Adelbert von Chamissos Märchenerzählung Peter Schlemihls wundersame Geschichte steht ein junger Mann, Peter Schlemihl, im Mittelpunkt, der seinen Schatten gegen ewigen Reichtum an den Teufel verkauft. Später will ihn dieser gegen Schlemihls Seele eintauschen.

- In den 1630er Jahren wurde in Frankreich auf Initiative von Kardinal Richelieu bei der Angelegenheit der sogenannten Teufel von Loudun gegen Urbain Grandier, einen katholischen Priester und Pfarrer der Kirche Sainte Croix in Loudun im Bistum Poitiers, ein Hexenprozess gemacht. Die Nonnen des Klosters der Ursulinen von Loudun beschuldigten den Priester Urbain, einen Pakt mit dem Teufel geschlossen zu haben und von ihm verhext worden zu sein.

- Neil Postman postulierte, dass jeder technologische Wandel ein Teufelspakt (engl. faustian bargain) sei: Technologie gibt, und Technologie nimmt – und nicht immer in gleichem Maße. Manchmal erschafft eine neue Technologie mehr, als sie zerstört. Manchmal zerstört sie mehr, als sie erschafft. Nie bleibt es jedoch einseitig.[4]
- Im Jahre 1998 inszenierte die Kunstgruppe monochrom die Aktion Wir kaufen Seelen, eine neue Form des neoliberalen Teufelspakts: Sie boten den Passanten in der Wiener Innenstadt die Möglichkeit an ihre Seelen an die Gruppe zu verkaufen. Ziel war es die Seelen dann gewinnbringend an Dritte weiterzuverkaufen. monochrom nennt die Seele in diesem Zusammenhang „virtuelles Kapital“.